# (14947) Luigibussolino
(14947) Luigibussolino est un astéroïde de la ceinture principale.

## Description
(14947) Luigibussolino est un astéroïde de la ceinture principale. Il fut découvert le 15 janvier 1996 à Cima Ekar par Maura Tombelli et Ulisse Munari. Il présente une orbite caractérisée par un demi-grand axe de 2,30 UA, une excentricité de 0,10 et une inclinaison de 4,2° par rapport à l'écliptique.

## Compléments